# Intel 1103

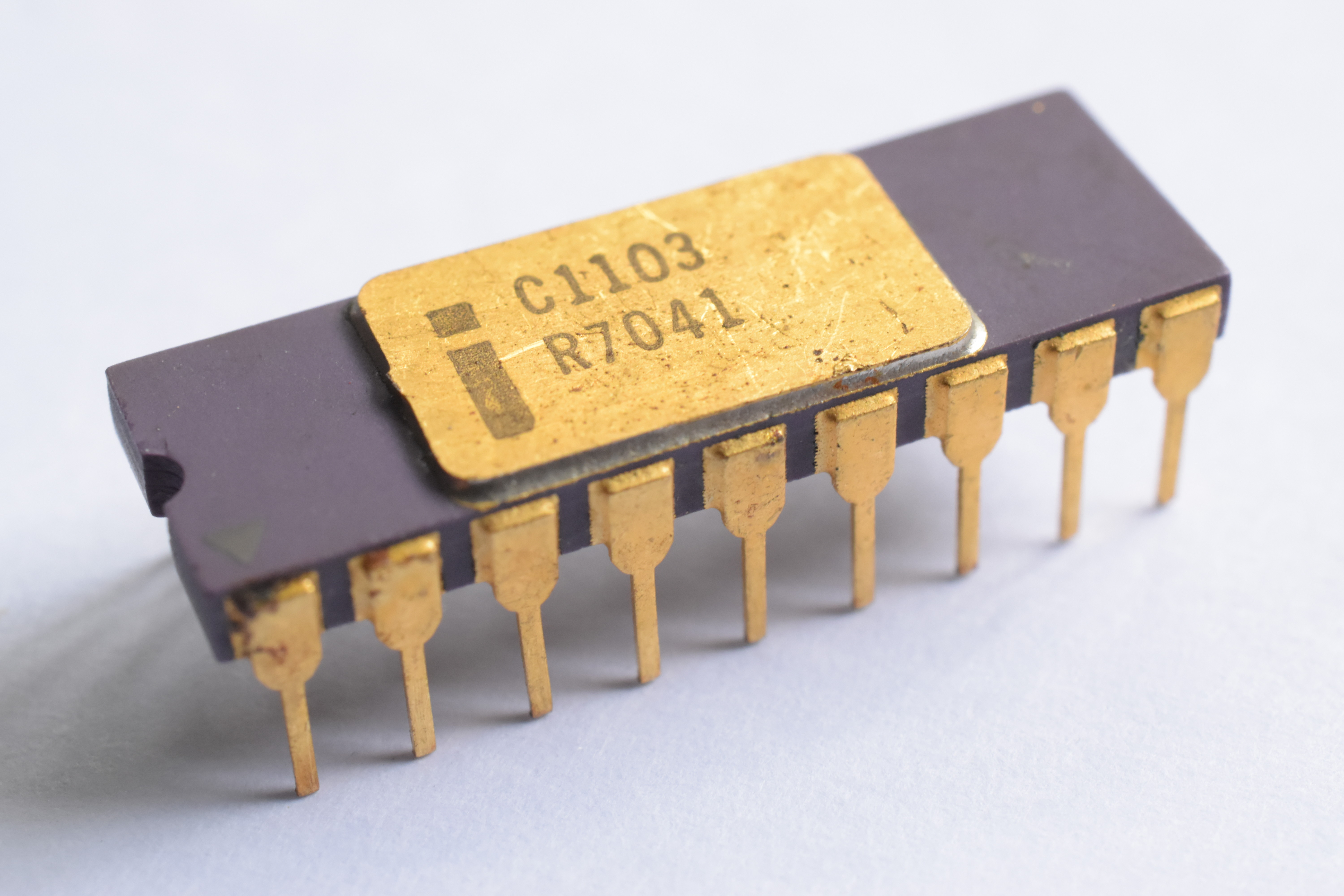
Imatge real de l'Intel 1103

El 1103 és un circuit integrat (IC) dinàmic de memòria d'accés aleatori (DRAM) desenvolupat i fabricat per Intel. Introduït l'octubre de 1970, el 1103 va ser el primer CI DRAM disponible comercialment; i a causa de la seva petita mida física i el seu baix preu en relació amb la memòria de nucli magnètic, va substituir aquesta última en moltes aplicacions. Quan es va introduir l'any 1970, els rendiments de producció inicials eren pobres, i no va ser fins al cinquè pas de les màscares de producció que va estar disponible en grans quantitats durant el 1971. Intel va enviar la 250.000 RAM 1103 el juny de 1974.

## Desenvolupament
El 1969 William Regitz i els seus col·legues de Honeywell van inventar una cèl·lula de memòria dinàmica de tres transistors i van començar a investigar la indústria dels semiconductors per a un productor. La recent fundada Intel Corporation va respondre i va desenvolupar dos xips de 1024 bits molt similars, el 1102 i el 1103, sota el lideratge de Joel Karp, treballant estretament amb William Regitz. Finalment, només el 1103 va entrar en producció.
Microsystems International es va convertir en la primera segona font per al 1103 el 1971. Més tard National Semiconductor, Signetics i Synertek també van fabricar el 1103.

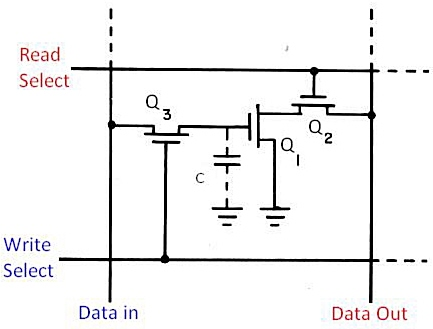
Cel·la de memòria DRAM del xip Intel i1103.

## Detalls tècnics
| t RWC     | 580 ns   | Temps de cicle de lectura o escriptura aleatòria (d'un flanc de precàrrega +ve a següent) |
| t PO      | 300 ns   | Temps d'accés: Precàrrega alta fins a dades vàlides                                       |
| t REF     | 2 ms     | Temps de refresc                                                                          |
| V CC      | 16 V     | Tensió d'alimentació                                                                      |
| p -MOS    | 8 μm     | Procés de producció (MOSFET de porta de silici)                                           |
| Capacitat | 1024 x 1 | Capacitat x amplada del bus                                                               |